# Cal Pinyol
Cal Pinyol és un edifici del municipi de Gratallops (Priorat) protegit com a bé cultural d'interès local.

## Descripció
Es tracta d'un edifici de planta baixa i dos pisos, el primer amb balcons i el segon amb finestres agrupades per parelles. Els balcons són suportats per mènsules. La decoració exterior comprèn unes falses columnes a banda i banda de la façana amb basa, fust estriat i una ornamentació al lloc del capitell. És obra de qualitat, amb arrebossat, i la porta, de pedra. Els balcons són de ferro amb forjats. L'edifici constitueix un element estrany dins la tipologia de cases de poble i marca, juntament amb Cal Portal, el moment de màxima esplendor en les construccions populars, justament en el moment que s'inicia la davallada provocada per la fil·loxera.

## Història
La casa pertany a una branca de la família Pinyol, originària de Lloà. Durant molts anys no ha estat més que una segona residencia, i la casa era ocupada principalment pels mitgers de les terres, propietat de la família Pinyol. Darrerament ha estat objecte d'obres de restauració.